# Offene Argentinische Polo-Meisterschaft

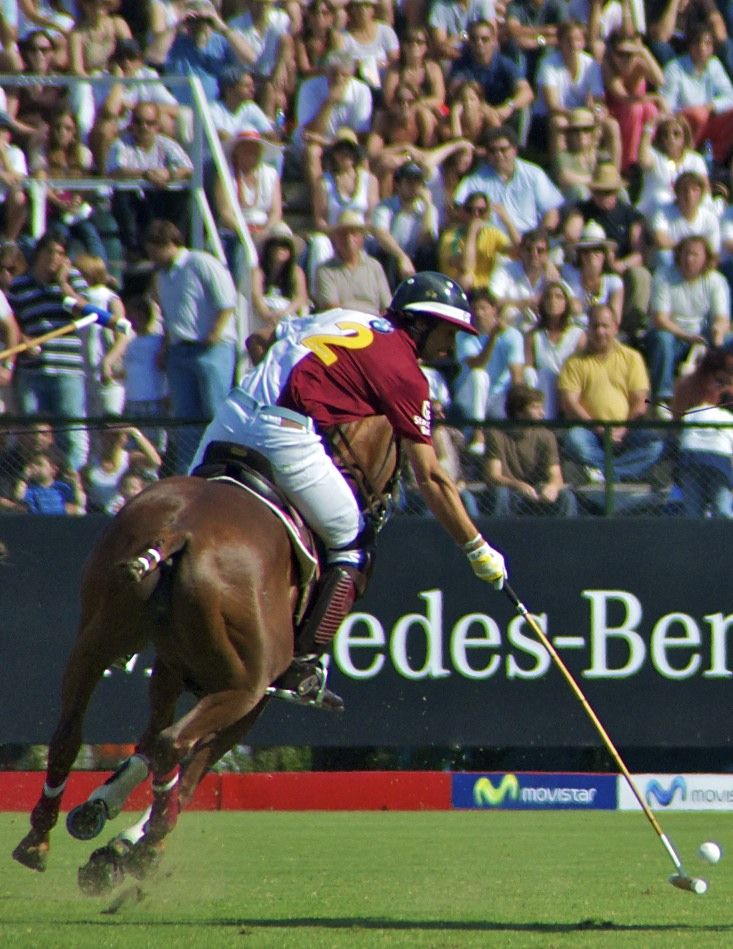
Offene Argentinische Polo-Meisterschaft

Die Offene Argentinische Polo-Meisterschaft (spanisch Campeonato Argentino Abierto de Polo) ist das wichtigste internationale Polo-Turnier, das seit 1893 in der Polo-Kathedrale in Palermo, einem Stadtteil von Buenos Aires stattfindet.
Das Turnier war zwischen 1893 und 1923 bekannt als River Plate Polo Meisterschaft, und wie in den zwei anderen großen Turnieren in Argentinien (die Campeonato Abierto de Hurlingham im Hurlingham Club und die Campeonato Abierto del Tortugas Country Club), muss das Handicap der Teams zwischen 28 und 40 liegen. Das Turnier wird durchgeführt von der Asociación Argentina de Polo (Argentinische Polo Vereinigung).
Triple Corona des argentinischen Polos besteht aus den Tortugas Open, den Hurlingham Open im November und den Argentinischen Open im Dezember.

## Gewinner
| Jahr | Gewinner                    | Spieler (Handicap) |
| 2023 | La Natividad                | Facundo Pieres (9), Camilo Castagnola (10), Pablo Mac Donough (10), Bartolomé Castagnola Jr (10)                       |
| 2022 | La Dolfina                  | Adolfo Cambiaso (10), Adolfo Cambiaso Jr. (9), David Stirling Jr (10), Juan Martín Nero (10)                           |
| 2021 | La Natividad                | Camilo Castagnola (9), Pablo Pieres (9), Bartolomé Castagnola Jr (9), Ignatius Du Plessis (9)                          |
| 2020 | La Dolfina                  | Adolfo Cambiaso (10), David Stirling Jr (10), Pablo Mac Donough (10), Juan Martín Nero (10)                            |
| 2019 | La Dolfina                  | Adolfo Cambiaso (10), David Stirling Jr (10), Pablo Mac Donough (10), Juan Martín Nero (10) (Rodrigo Andrade 8)        |
| 2018 | La Dolfina                  | Adolfo Cambiaso (10), David Stirling Jr (10), Pablo Mac Donough (10), Juan Martín Nero (10)                            |
| 2017 | La Dolfina                  | Adolfo Cambiaso (10), David Stirling Jr (10), Pablo Mac Donough (10), Juan Martín Nero (10)                            |
| 2016 | La Dolfina                  | Adolfo Cambiaso, David Stirling, Pablo Mac Donough und Juan Martín Nero                                                |
| 2015 | La Dolfina                  | David (Pelon) Stirling, Pablo Mac Donough, Juan Martín Nero und Adolfo Cambiaso                                        |
| 2014 | La Dolfina                  | Adolfo Cambiaso, Pelon Stirling, Pablo Mac Donough und Juan Martín Nero                                                |
| 2013 | La Dolfina                  | Adolfo Cambiaso, Pelon Stirling, Pablo Mac Donough und Sebastian Merlos                                                |
| 2012 | Ellerstina                  | Gonzalo Pieres, Facundo Pieres, Nico Pieres und Mariano Aguerre                                                        |
| 2011 | La Dolfina                  | Adolfo Cambiaso, Pablo Mac Donough, David Stirling und Juan Martín Nero                                                |
| 2010 | Ellerstina                  | Pablo Mac Donough, Gonzalo Pieres, Facundo Pieres und Juan Martín Nero                                                 |
| 2009 | La Dolfina                  | Adolfo Cambiaso (jun.), Lucas Monteverde (jun.), Mariano Aguerre und Bartolomé Castagnola                              |
| 2008 | Ellerstina                  | Pablo Mac Donough, Gonzalo Pieres (jun.), Facundo Pieres und Juan Martín Nero                                          |
| 2007 | La Dolfina                  | Adolfo Cambiaso (jun.), Lucas Monteverde (jun.), Mariano Aguerre und Bartolomé Castagnola                              |
| 2006 | La Dolfina                  | Adolfo Cambiaso (jun.), Lucas Monteverde (jun.), Mariano Aguerre und Bartolomé Castagnola                              |
| 2005 | La Dolfina                  | Adolfo Cambiaso (jun.), Lucas Monteverde (jun.), Mariano Aguerre und Bartolomé Castagnola                              |
| 2004 | Indios Chapaleufu II        | Alberto Heguy (jun.), Ignacio Heguy, Milo Fernández Araujo und Eduardo Heguy                                           |
| 2003 | La Aguada Passat            | Javier Novillo Astrada, Eduardo Novillo Astrada (jun.), Miguel Novillo Astrada und Ignacio Novillo Astrada             |
| 2002 | La Dolfina King Power       | Adolfo Cambiaso (jun.), Sebastián Merlos, Juan Ignacio Merlos und Bartolomé Castagnola                                 |
| 2001 | Indios Chapaleufu           | Bautista Heguy, Mariano Aguerre, Marcos Heguy und Horacio Heguy (jun.)                                                 |
| 2000 | Indios Chapaleufu II        | Alberto Heguy (jun.), Ignacio Heguy, Milo Fernández Araujo und Eduardo Heguy                                           |
| 1999 | Indios Chapaleufu II        | Alberto Heguy (jun.), Ignacio Heguy, Milo Fernández Araujo und Eduardo Heguy                                           |
| 1998 | Ellerstina                  | Adolfo Cambiaso (jun.), Mariano Aguerre, Gonzalo Pieres (Sen) und Bartolomé Castagnola                                 |
| 1997 | Ellerstina                  | Adolfo Cambiaso (jun.), Mariano Aguerre, Gonzalo Pieres (Sen) und Bartolomé Castagnola                                 |
| 1996 | Indios Chapaleufu II        | Alberto Heguy (jun.), Ignacio Heguy, Alejandro Díaz Alberdi und Eduardo Heguy                                          |
| 1995 | Indios Chapaleufu I         | Bautista Heguy, Gonzalo Heguy, Horacio Heguy (jun.) und Marcos Heguy                                                   |
| 1994 | Ellerstina                  | Adolfo Cambiaso (jun.), Mariano Aguerre, Gonzalo Pieres (Sen) und Carlos Gracida                                       |
| 1993 | Indios Chapaleufu I         | Bautista Heguy, Gonzalo Heguy, Horacio Heguy (jun.) und Marcos Heguy                                                   |
| 1992 | Indios Chapaleufu I         | Bautista Heguy, Gonzalo Heguy, Horacio Heguy (jun.) und Marcos Heguy                                                   |
| 1991 | Indios Chapaleufu I         | Bautista Heguy, Gonzalo Heguy, Horacio Heguy (jun.) und Marcos Heguy                                                   |
| 1990 | La Espadana                 | Carlos Gracida, Alfonso Pieres, Gonzalo Pieres (Sen) und Ernesto Trotz (jun.)                                          |
| 1989 | La Espadana                 | Carlos Gracida, Alfonso Pieres, Gonzalo Pieres (Sen) und Ernesto Trotz (jun.)                                          |
| 1988 | La Espadana                 | Carlos Gracida, Alfonso Pieres, Gonzalo Pieres (Sen) und Ernesto Trotz (jun.)                                          |
| 1987 | La Espadana                 | Carlos Gracida, Alfonso Pieres, Gonzalo Pieres (Sen) und Ernesto Trotz (jun.)                                          |
| 1986 | Indios Chapaleufu           | Marcos Heguy, Gonzalo Heguy, Horacio Heguy (jun.) und Alejandro Garrahan                                               |
| 1986 | La Espadana (Mayo)          | Antonio Herrera, Alfonso Pieres, Gonzalo Pieres (Sen) und Ernesto Trotz (jun.)                                         |
| 1985 | --                          | Wurde nicht beendet aufgrund einer Epidemie                                                                            |
| 1984 | La Espadana                 | Juan M. Zavaleta, Alfonso Pieres, Gonzalo Pieres (Sen) und Ernesto Trotz (jun.)                                        |
| 1983 | Coronel Suarez II           | Benjamín Araya, Juan Badiola, Daniel González und Horacio Araya                                                        |
| 1982 | Santa Ana                   | Gastón R. Dorignac, Héctor Merlos Guillermo Gracida (jun.) und Francisco E. Dorignac                                   |
| 1981 | Coronel Suarez              | Benjamín Araya, Alberto P. Heguy, Alfredo Harriott und Celestino Garrós                                                |
| 1980 | Coronel Suarez              | Benjamín Araya, Alberto P. Heguy, Alfredo Harriott und C. Garrós (Horacio Heguy)                                       |
| 1979 | Coronel Suarez              | Alberto P. Heguy, Horacio A. Heguy, Juan Carlos Harriott (Jun) und Alfredo Harriott                                    |
| 1978 | Coronel Suarez              | Alberto P. Heguy, Horacio A. Heguy, Juan Carlos Harriott (Jun) und Alfredo Harriott                                    |
| 1977 | Coronel Suarez              | Alberto P. Heguy, Horacio A. Heguy, Juan Carlos Harriott (Jun) und Alfredo Harriott                                    |
| 1976 | Coronel Suarez              | Alberto P. Heguy, Horacio A. Heguy, Juan Carlos Harriott (Jun) und Alfredo Harriott                                    |
| 1975 | Coronel Suarez              | Alberto P. Heguy, Horacio A. Heguy, Juan Carlos Harriott (Jun) und Alfredo Harriott                                    |
| 1974 | Coronel Suarez              | Alberto P. Heguy, Horacio A. Heguy, Juan Carlos Harriott (Jun) und Alfredo Harriott                                    |
| 1973 | Santa Ana                   | Gastón R. Dorignac, Héctor Merlos, Daniel González und Francisco Dorignac                                              |
| 1972 | Coronel Suarez              | Alberto P. Heguy, Horacio A. Heguy, Juan Carlos Harriott (Jun) und Alfredo Harriott                                    |
| 1971 | Santa Ana                   | Teófilo V. Bordeau, Gastón Dorignac, Daniel González und Francisco Dorignac                                            |
| 1970 | Coronel Suarez              | Alberto P. Heguy, Horacio A. Heguy, Juan Carlos Harriott (Jun) und Alfredo Harriott                                    |
| 1969 | Coronel Suarez              | Alberto P. Heguy, Horacio A. Heguy, Juan Carlos Harriott (Jun) und Alfredo Harriott                                    |
| 1968 | Coronel Suarez              | Alberto P. Heguy, Horacio A. Heguy, Juan Carlos Harriott (Jun) und Alfredo Harriott                                    |
| 1967 | Coronel Suarez              | Alberto P. Heguy, Horacio A. Heguy, Juan Carlos Harriott (Jun) und Alfredo Harriott                                    |
| 1966 | Coronel Suarez              | Alberto P. Heguy (William Linfoot), Horacio A. Heguy, Juan Carlos Harriott (Jun) und Daniel González                   |
| 1965 | Coronel Suarez              | Alberto P. Heguy, Horacio A. Heguy, Juan Carlos Harriott (Jun) und Daniel González                                     |
| 1964 | Coronel Suarez              | Alberto P. Heguy, Horacio A. Heguy, Juan Carlos Harriott (Jun) und Juan Carlos Harriott (Sen) (Carlos Torres Zavaleta) |
| 1963 | Coronel Suarez              | Alberto P. Heguy, Horacio A. Heguy, Juan Carlos Harriott (Jun) und Juan Carlos Harriott (Sen)                          |
| 1962 | Coronel Suarez              | Horacio A. Heguy, Daniel González, Juan Carlos Harriott (Jun) und Juan Carlos Harriott (Sen)                           |
| 1961 | Coronel Suarez              | Horacio A. Heguy, Daniel González, Juan Carlos Harriott (Jun) und Juan Carlos Harriott (Sen)                           |
| 1960 | El Trebol                   | Horacio Castilla, Teófilo V. Bordeau, Carlos de la Serna und Carlos E. Menditeguy                                      |
| 1959 | Coronel Suarez              | Horacio A. Heguy, Juan Carlos Harriott (Jun), Luis A. Lalor und Juan Carlos Harriott (Sen)                             |
| 1958 | Coronel Suarez – Los Indios | Horacio A. Heguy, Juan Carlos Harriott (Jun), Antonio Heguy und Juan Carlos Harriott (Sen)                             |
| 1957 | Coronel Suarez              | Bertil Andino Grahn, Juan Carlos Harriott (Jun), Enrique J. Alberdi und Juan Carlos Harriott (Sen)                     |
| 1956 | El Trebol                   | Eduardo A. Bullrich, Julio Menditeguy, Roberto Skene und Carlos E. Menditeguy                                          |
| 1955 | Venado Tuerto               | Juan L. Cavanagh, Roberto Cavanagh, Enrique J. Alberdi und Juan C. Alberdi                                             |
| 1954 | El Trebol                   | Nicolás Ruiz Guinazú, Roberto Skene, Carlos E. Menditeguy und Eduardo A. Bullrich                                      |
| 1953 | Coronel Suarez              | Ernesto J. Lalor, Francisco Reyes Carrere, Enrique J. Alberdi und Juan C. Alberdi                                      |
| 1952 | Coronel Suarez              | Ruben Fernández Sarraúa, Francisco Reyes Carrere, Enrique J. Alberdi und Juan Carlos Harriott (Sen)                    |
| 1951 | Los Pingüinos               | Luis Duggan, Iván M. Mihanovich, Gabriel Capdepont und Mariano Gutiérrez Achaval                                       |
| 1950 | Venado Tuerto               | Juan L. Cavanagh, Roberto Cavanagh, Enrique J. Alberdi und Juan C. Alberdi                                             |
| 1949 | Venado Tuerto               | Juan L. Cavanagh, Luis Duggan, Enrique J. Alberdi und Juan C. Alberdi                                                  |
| 1948 | Venado Tuerto               | Juan L. Cavanagh, Roberto Cavanagh, Enrique J. Alberdi und Juan C. Alberdi                                             |
| 1947 | Venado Tuerto               | Juan L. Cavanagh, Roberto Cavanagh, Enrique J. Alberdi und Juan C. Alberdi                                             |
| 1946 | Venado Tuerto               | Juan L. Cavanagh, Roberto Cavanagh, Enrique J. Alberdi und Juan C. Alberdi                                             |
| 1945 | --                          | Nicht ausgetragen aufgrund des Zweiten Weltkriegs                                                                      |
| 1944 | Venado Tuerto               | Juan L. Cavanagh, Roberto Cavanagh, Enrique J. Alberdi und Juan C. Alberdi                                             |
| 1943 | El Trebol                   | Luis Duggan, Julio M. Menditeguy, Heriberto Duggan und Carlos A. Menditeguy                                            |
| 1942 | El Trebol                   | Luis Duggan, Julio M. Menditeguy, Heriberto Duggan und Carlos A. Menditeguy                                            |
| 1941 | El Trebol                   | Luis Duggan, Julio M. Menditeguy, Heriberto Duggan und Carlos A. Menditeguy                                            |
| 1940 | El Trebol                   | Luis Duggan, Julio M. Menditeguy, Heriberto Duggan und Carlos A. Menditeguy                                            |
| 1939 | El Trebol                   | Luis Duggan, Heriberto Duggan, Enrique Duggan und Manuel Andrada                                                       |
| 1938 | Los Indios                  | Audilio Bonadeo Ayrolo, Juan Rodríguez, Andrés Gazzotti und Manuel Andrada                                             |
| 1937 | Hurlingham                  | Eduardo Rojas Lanusse, Jack Nelson, Roberto Cavanagh und Luis L. Lacey                                                 |
| 1936 | Santa Paula                 | Juan J. Reynal, Matías Casares, José C. Reynal und Ricardo S. Santamarina                                              |
| 1935 | Tortugas                    | Juan C. Alberdi, Mario Inchauspe, Enrique J. Alberdi und Manuel Andrada                                                |
| 1934 | Coronel Suarez              | Ricardo E. Garrós, Eduardo E. Garrós, Enrique J. Alberdi und Juan C. Alberdi                                           |
| 1933 | Santa Paula                 | Juan J. Reynal, Martín J. Reynal, José C. Reynal und Manuel Andrada                                                    |
| 1932 | Meadow Brook                | Michael G. Phipps, Ewinston F.C. Guest, Elmer J. Boeseke Jr. und William H. Post                                       |
| 1931 | La Rinconada                | Audilio Bonadeo Ayrolo, Martín J. Reynal, José C. Reynal und Manuel Andrada                                            |
| 1930 | Santa Paula                 | Alfredo J. Harrington, Juan J. Reynal, José C. Reynal und Manuel Andrada                                               |
| 1929 | Hurlingham                  | Arturo Kenny, Jack Nelson, Enrique Padilla und Luis L. Lacey                                                           |
| 1928 | Santa Ines                  | Daniel Kearney, Guillermo Naylor, K. Reynolds (F.Watson) und Juan Kearney                                              |
| 1927 | Hurlingham                  | Arturo Kenny, Jack Nelson, Julio Negron und Luis L. Lacey                                                              |
| 1926 | Hurlingham                  | Francisco Cevallos, Ramón Videla Dorna, Justo J. Galarreta und Enrique Padilla                                         |
| 1925 | Hurlingham                  | Arturo Kenny, Jack Nelson, E. Leonardo Lacey und Luis L. Lacey                                                         |
| 1924 | Santa Ines                  | Daniel M. Kearney, Carlos N. Land, Guillermo Naylor und Juan Kearney                                                   |
| 1923 | Las Rosas                   | Juan Miles, José E. Traill, Juan A. E. Traill, David B. Miles                                                          |
| 1922 | Santa Ines                  | Daniel M. Kearney, Carlos N. Land, Guillermo Naylor und Juan Kearney                                                   |
| 1921 | Hurlingham                  | Arturo Kenny, Jack Nelson, Julio Negron und Luis L. Lacey                                                              |
| 1920 | Hurlingham                  | Arturo Kenny, Jack Nelson, Julio Negron und Luis L. Lacey                                                              |
| 1919 | Las Rosas                   | W.A. Benítz, Juan Miles, David B. Miles und Carlos N. Land                                                             |
| 1918 | Hurlingham                  | Jorge H. Roberts, C. Crawford Smith, Julio Negron und Juan A. E. Traill                                                |
| 1917 | North Santa Fe              | Juan Miles, David B. Miles, Carlos N. Land und Juan A. E. Traill                                                       |
| 1916 | North Santa Fe              | Juan Miles, David B. Miles, Carlos N. Land und Juan A. E. Traill                                                       |
| 1915 | Palomar                     | Lindsay R. S. Holway, Samuel A. Casares, Carlos F. Lacey und Luis L. Lacey                                             |
| 1914 | --                          | Nicht ausgetragen aufgrund des Ersten Weltkriegs                                                                       |
| 1913 | North Santa Fe              | Eduardo Traill, L. A. Lynch Staunton, Roberto W. Traill und Juan A. E. Traill                                          |
| 1912 | North Santa Fe              | Geoffrey C. Francés, L. A. Lynch Staunton, Roberto W. Traill und Juan A. E. Traill                                     |
| 1911 | North Santa Fe              | Geoffrey C. Francés, L. A. Lynch Staunton, Roberto W. Traill und Juan A. E. Traill                                     |
| 1910 | Las Rosas                   | Carlos A. M. Watts, Roberto G. Best, Juan A. E. Traill und E. de Galiani                                               |
| 1909 | Western Camps               | Juan A. Campbell, Ricardo Leard, H. Drysdale und Eduardo Lucero                                                        |
| 1908 | North Santa Fe              | José E. Traill, Juan A. E. Traill, Roberto W. Traill und Eduardo Traill                                                |
| 1907 | Western Camps               | Juan A. Campbell, Ricardo Leard, H. Drysdale und Eduardo Lucero                                                        |
| 1906 | North Santa Fe              | José E. Traill, Juan A. E. Traill, Roberto W. Traill und José González                                                 |
| 1905 | Hurlingham                  | E.C. Robson, T. Scott-Robson, Hugo Scott-Robson und B. Bedford                                                         |
| 1904 | North Santa Fe              | José E. Traill, Eduardo Traill, Juan A. E. Traill und Roberto W. Traill                                                |
| 1903 | Hurlingham                  | Francisco J. Balfour, G. E. P. Robson, T. Scott-Robson und Hugo Scott-Robson                                           |
| 1902 | Hurlingham                  | Francisco J. Balfour, E. C. Robson, T. Scott-Robson und B. Bedford                                                     |
| 1901 | San Carlos                  | Gastón Peers, Percy Talbot, J. Carrizo und Roque Fredes                                                                |
| 1900 | La Victoria                 | Mangus Fea, Frank E. Kinchant, J. Luard Bury und W. Hinchliff                                                          |
| 1899 | Hurlingham                  | Francisco J. Balfour, F. J. Bennet, T. Scott-Robson und Hugo Scott-Robson                                              |
| 1898 | The Casuals                 | Frank B. Hinchliff, Eduardo Traill, Roberto W. Traill und F. S. Robinson                                               |
| 1897 | Hurlingham                  | M. Finlayson, Frank Furber, E. Follet Holt und Hugo Scott-Robson                                                       |
| 1896 | Las Petacas                 | Sixto Martínez, José Martínez, Frank C. Kinchant und Francisco Benítez                                                 |
| 1895 | The Casuals                 | E. Follet Holt, C. J. Tetley, R. Scott Moncrieff und Percy Talbot                                                      |
| 1895 | Las Petacas                 | Sixto Martínez, José Martínez, Frank E. Kinchant und Francisco Benítez                                                 |
| 1894 | Flores                      | J. Bennett, F. J. Bennett, T. Scott-Robson und Hugo Scott-Robson                                                       |
| 1894 | The Casuals                 | E. Follet Holt, R. McSmyth, Percy Talbot und F. S. Robinson                                                            |
| 1893 | Hurlingham                  | Francisco J. Balfour, Frank Furber, C. J. Tetley und Hugo Scott-Robson                                                 |